# Comitê de Energia Atômica das Nações Unidas
Comitê de Energia Atômica das Nações Unidas (UNAEC) foi um órgão da Organização das Nações Unidas em que eram discutidos assuntos relacionados a energia nuclear. Criado pela primeira resolução da Assembleia Geral, atualmente o assunto inicialmente por ela tratado está a cargo da Agência Internacional de Energia Atômica (AIEA).
A Assembleia Geral solicitou ao Comitê que "fizesse propostas específicas: (a) estender entre todas as nações o intercâmbio de informação científica básica para fins pacíficos; (b) controlar a energia atómica na medida necessária para garantir a sua utilização apenas para fins pacíficos; (c) para a eliminação dos armamentos nacionais de armas atômicas e de todas as outras armas principais adaptáveis à destruição em massa; (d) para salvaguardas eficazes por meio de inspeção e outros meios para proteger os Estados cumpridores contra os riscos de violações e evasões".
Em 14 de dezembro de 1946, a Assembleia Geral aprovou uma resolução subsequente instando a conclusão rápida do relatório pelo Comitê, bem como sua consideração pelo Conselho de Segurança das Nações Unidas. O Conselho de Segurança recebeu o relatório em 31 de dezembro de 1946 e aprovou uma resolução em 10 de março de 1947, "reconhecendo que qualquer acordo expresso pelos membros do Conselho às partes separadas do relatório é preliminar" e solicitando um segundo relatório para ser feito. Em 4 de novembro de 1948, a Assembleia Geral aprovou uma resolução declarando que havia examinado o primeiro, o segundo e o terceiro relatórios do Comitê e expressou sua profunda preocupação com o impasse que havia sido alcançado, conforme demonstrado em seu terceiro relatório.
Em 14 de junho de 1946, o representante dos Estados Unidos no Comitê, Bernard Baruch, apresentou o Plano Baruch, em que os Estados Unidos (na época o único estado que possuía armas atômicas) destruiriam seu arsenal atômico com a condição de que a ONU impusesse controles sobre desenvolvimento atômico que não estaria sujeito ao veto do Conselho de Segurança das Nações Unidas. Esses controles permitiriam apenas o uso pacífico da energia atômica. O plano foi aprovado pelo Comitê, mas não foi aceito pela União Soviética, que se absteve sobre a proposta no Conselho de Segurança. O debate sobre o plano continuou em 1948, mas no início de 1947 estava claro que um acordo era improvável.
A Assembleia Geral da ONU oficialmente dissolveu a UNAEC em 1952, embora o Comitê estivesse inativa desde julho de 1949.